# ニース包囲戦 (1705年-1706年)
ニース包囲戦（ニースほういせん、英語: Siege of Nice）はスペイン継承戦争中の1705年3月15日から1706年1月4日にかけて行われた、ニースの包囲戦。

## 経過
フランス軍がヴァル川に集結して侵攻の準備を整えたが、ニースのサヴォイア軍は包囲戦の準備を全くせず、1704年末には火薬の備えをピエモンテに運んでしまった。
1705年春、ラ・フイヤード公爵率いるフランス軍がニースの稜堡と砦を包囲した。ニースを見下ろす稜堡と砦は岩の多い山の支脈に位置しており、その外周を長さ2.3キロメートル、高さ8メートルの壁が守っていた。外壁の内側はより高く大きい壁であり、壁の側面にやぐらがあった。そのさらに内側が稜堡と砦だった。
ポー川沿岸の平原にいるフランス軍はニースへの脅威であり続けた。6か月間の停戦が合意されたため、ピエモンテへの増援が派遣されることとなった。包囲戦に勝利すべく、ベリック公爵がテコ入れとして派遣された。フランス軍は大砲と臼砲計113門で54日間砲撃を行い、ニース城を廃墟にした。その直後、ニース城はルイ14世の命令により「まるで存在しなかったように」完全に破壊された。